# Matthias Schlüter (Schauspieler)
Matthias Christian Schlüter (* 15. März 1963 in Groß-Gerau) ist ein deutscher Schauspieler.

## Leben
Schlüter studierte 1988 Schauspiel an der Staatlichen Hochschule für Musik und Darstellende Kunst in Saarbrücken und schloss diese mit dem Diplom ab. Er debütierte 1990 in William Shakespeares König Lear an den Städtischen Bühnen Regensburg. Es folgten Engagements u. a. am Theater am Gärtnerplatz München, Theater Bielefeld, Prinzregenttheater Bochum, Stadttheater Klagenfurt und Theater St. Gallen. Nachdem er mehrere Jahre im Hauptcast beim Piraten-Open-Air in Grevesmühlen spielte, gehört er in der Rolle des Sam Hawkens zum festen Ensemble der Karl-May-Festspielen in Elspe.
Neben dem Theater drehte er für Film und Fernsehen in Produktionen wie „Jede Menge Leben“ der Colonia Media für das ZDF. Es folgten weitere Fernsehproduktionen wie die Sat.1-Produktion Der König an der Seite von Günter Strack unter der Regie von Theo Mezger, Air Albatros an der Seite von Wolf Roth und Monika Baumbauer für die ARD oder Verbrechen die Geschichte machten (Sat.1) unter der Regie von Eberhard Itzenplitz. Ferner Ein Fall für Zwei an der Seite von Claus Theo Gärtner und Paul Frielinghaus und Der Mörder in dir unter der Regie von Peter Patzak für ProSieben. Ebenso spielte er an der Seite von Jürgen Vogel in Das Phantom unter der Regie von Dennis Gansel und in der RTL-Produktion Alarm für Cobra 11 – Die Autobahnpolizei.

## Filmografie (Auswahl)
- 1995: Verbrechen, die Geschichte machten – Rosen für den Mörder, ProSieben
- 1995: SOKO 5113, Fernsehserie, ZDF
- 1995: Solo für Sudmann, Fernsehserie, ZDF
- 1995: Jede Menge Leben, Fernsehserie, ZDF
- 1999: Das Phantom, Fernsehfilm, ProSieben
- 1999: Der Pakt (Kurzspielfilm), Kino
- 1999: Der Mörder in Dir, Fernsehfilm, ProSieben
- 2010: Alarm für Cobra 11 – Die Autobahnpolizei, Fernsehserie RTL
- 2012: Ein Fall für zwei, Fernsehserie, ZDF
- 2018: Neo Magazin Royale, ZDFneo

## Theater (Auswahl)
- 1990–1994: Edmund in König Lear von William Shakespeare, Städtische Bühnen Regensburg
- 1990–1994: Pascha in Liebe Jelena Sergejewna, Städtische Bühnen Regensburg
- 1990–1994: Roller in Die Räuber von Friedrich Schiller, Städtische Bühnen Regensburg
- 1990–1994: Executor 14, (Einpersonenstück), Städtische Bühnen Regensburg
- 1998–1999: Paul Werner in Minna von Barnhelm, von Gotthold Ephraim Lessing, Theatergastspiele Kempf, München
- 2001–2002: Steven S. Stanley in Die Franklin Expedition, Stadttheater Bielefeld
- 2005–2008: Jon in Shakespears sämtliche Werke, leicht gekürzt, Theater St. Gallen
- 2008: Soldat in Die Geschichte vom Soldaten, Prinzregenttheater Bochum
- 2005–2008: Venticelli in Amadeus von Peter Shaffer, Stadttheater Klagenfurt
- 2008–2012: Roller/Pastor Moser in Die Räuber von Friedrich Schiller, Stadttheater Klagenfurt
- 2013: Butler in Der Ölprinz, Karl-May-Festspiele Elspe
- 2014–2018: Leutnant Petrovitsch in Die Zirkusprinzessin von Emmerich Kálmán, Staatstheater am Gärtnerplatz, München
- 2016–2017: Leutnant Petrovitsch in Die Zirkusprinzessin, Deutsche Oper am Rhein, Düsseldorf
- 2017: Vizekönig Don Gaspar de la Cerda Sandoval Silva Mendoza in Exekution in Cartagena, Piraten-Open-Air, Grevesmühlen
- 2018: Alcalde Don Pedro de Culo in Spanish Cuba, Piraten-Open-Air, Grevesmühlen
- 2019: Sir Lord Archibald Donald Ochsfrogg in Unter falscher Flagge, Piraten-Open-Air, Grevesmühlen
- 2021: Sam Hawkens in Der Ölprinz, Karl-May-Festspiele Elspe
- 2022: Sam Hawkens in Der Schatz im Silbersee, Karl-May-Festspiele Elspe
- 2023: Sam Hawkens in Unter Geiern, Karl-May-Festspiele Elspe
- 2024: Sam Hawkens in Winnetou und das Halbblut, Karl-May-Festspiele Elspe